# Berlin International
Berlin International, zwany także czasem Berlin Championships lub Berlin Open – kobiecy turniej tenisowy rozgrywany w latach 1949–1974 w maju lub czerwcu na kortach ceglanych w Berlinie Zachodnim. Do stolicy Niemiec od 1979 roku został przeniesiony inny żeński turniej tenisowy German Open. Męskie zawody miały miejsce w 1973 roku oraz w latach 1976–1979.

## Mecze finałowe

### Gra pojedyncza mężczyzn
| Rok  | Mistrz              | Finalista            | Wynik                   |
| 1979 | Peter McNamara      | Patrice Dominguez    | 6:4, 6:0, 6:7, 6:2      |
| 1978 | Vladimír Zedník     | Harald Elschenbroich | 6:4, 7:5, 6:2           |
| 1977 | Paolo Bertolucci    | Jiří Hřebec          | 6:4, 5:7, 4:6, 6:2, 6:4 |
| 1976 | Víctor Pecci        | Hans-Jürgen Pohmann  | 6:1, 6:2, 5:7, 6:3      |
| 1973 | Hans-Jürgen Pohmann | Karl Meiler          | 6:3, 3:6, 6:3, 6:3      |

### Gra pojedyncza kobiet
| Rok               | Mistrzyni                   | Finalistka                 | Wynik                      |
| 1974              | Helga Schultze-Hösl         | Raquel Giscafré            | 6:4, 6:0                   |
| 1973              | Turniej nie był rozgrywany  | Turniej nie był rozgrywany | Turniej nie był rozgrywany |
| 1972              | Turniej nie był rozgrywany  | Turniej nie był rozgrywany | Turniej nie był rozgrywany |
| 1971              | Helga Niessen               | Katja Ebbinghaus           | 7:5, 1:6, 6:3              |
| 1970              | Virginia Wade               | Helga Niessen              | 10:8, 6:1                  |
| 1969              | Karen Krantzke              | Lesley Turner Bowrey       | 6:1, 6:2                   |
| 1968              | Helga Schultze              | Margaret Smith Court       | 6:1, 7:5                   |
| Początek Ery Open |                             |                            |                            |
| 1967              | Pat Walkden                 | Helga Schultze             | 2:6, 6:1, 6:2              |
| 1966              | Sonja Pachta                | Almut Sturm                | 6:2, 8:6                   |
| 1965              | Helga Schultze              | Jill Blackman              | 6:4, 6:8, 6:1              |
| 1964              | Margaret Smith              | Helga Schultze             | 6:2, 6:1                   |
| 1963              | Margaret Smith              | Robyn Ebbern               | 6:2, 7:5                   |
| 1962              | Lesley Turner               | Jan Lehane                 | 8:6, 3:6, 6:2              |
| 1961              | Angela Mortimer             | Margot Dittmeyer           | 6:2, 6:1                   |
| 1960              | Yola Ramírez                | Inge Pohmann               | 6:4, 6:0                   |
| 1959              | Sandra Reynolds             | Maria Bueno                | 7:5, 6:2                   |
| 1958              | Edda Buding                 | Lucia Bassi                | 6:2, 6:0                   |
| 1957              | Jenny Hoad                  | Mary Hawton                | 6:1, 7:5                   |
| 1956              | Erika Vollmer               | Heather Brewer             | 4:6, 6:4, 6:2              |
| 1955              | Birgit Gullbrandsson-Sandén | Marcia Crnadak             | 6:3, 6:4                   |
| 1954              | Silvana Lazzarino           | Baba Madden Lewis          | 6:1, 6:1                   |
| 1953              | Totta Zehden                | Inge Vogler                | 6:2, 6:1                   |
| 1952              | Totta Zehden                | Inge Buderus               | 4:6, 6:1, 7:5              |
| 1951              | Thelma Coyne Long           | Margaret Osborne DuPont    | 6:4, 6:3                   |
| 1950              | Thelma Coyne Long           | Inge Pohmann               | 6:3, 6:3                   |
| 1949              | Ruth von Falkenhayn         | Brak danych                | Brak danych                |

### Gra podwójna mężczyzn
| Rok  | Mistrzowie                            | Finaliści                             | Wynik                             |
| 1979 | Ivan Lendl Carlos Kirmayr             | Jorge Andrew Stanislav Birner         | 6:2, 6:1                          |
| 1978 | Jürgen Fassbender Colin Dowdeswell    | Željko Franulović Hans Gildemeister   | 6:3, 6:4                          |
| 1977 | Hans Gildemeister Belus Prajoux       | Pavel Huťka Vladimír Zedník           | Tytuł wspólny, mecz nie rozegrany |
| 1976 | Patricio Cornejo Antonio Muñoz        | Jürgen Fassbender Hans-Jürgen Pohmann | 7:5, 6:1                          |
| 1973 | Jürgen Fassbender Hans-Jürgen Pohmann | Raúl Ramírez Joaquín Loyo Mayo        | 4:6, 6:4, 6:4                     |
| 1969 | Bob Hewitt Frew McMillan              | Raymond Moore Marty Riessen           | 6:4, 6:4, 6:1                     |

### Gra podwójna kobiet
| Rok               | Mistrzynie                              | Mistrzynie                                | Wynik                      |
| 1974              | Raquel Giscafré Helga Schultze-Hösl     | Kora Creydt Heidi Reetmeyer               | 6:1, 6:1                   |
| 1973              | Turniej nie był rozgrywany              | Turniej nie był rozgrywany                | Turniej nie był rozgrywany |
| 1972              | Turniej nie był rozgrywany              | Turniej nie był rozgrywany                | Turniej nie był rozgrywany |
| 1971              | Helga Niessen Masthoff Heide Orth       | Katja Ebbinghaus Helga Schultze-Hösl      | 3:6, 7:5, 6:2              |
| 1970              | Judy Tegart Dalton Virginia Wade        | Karen Krantzcke Helga Schultze-Hösl       | 4:6, 7:5, 6:0              |
| 1969              | Karen Krantzke Lesley Turner Bowrey     | Mary-Ann Curtis Kristy Pigeon             | 7:5, 6:1                   |
| 1968              | Margaret Smith Court Virginia Wade      | Helga Niessen Helga Schultze              | 6:4, 6:3                   |
| Początek Ery Open |                                         |                                           |                            |
| 1967              | Brak danych                             | Brak danych                               | Brak danych                |
| 1966              | Sonja Pachta Kristin Seelbach           | G. Helmes Kora Schediwy                   | 6:4, 4:6, 6:4              |
| 1965              | Francesca Gordigiani Maria Teresa Riedl | Helga Niessen Almut Sturm                 | 6:1, 2:6, 6:0              |
| 1964              | Margaret Smith Lesley Turner            | Nancy Richey Karen Susman                 | 7:5, 6:2                   |
| 1963              | Margaret Smith Robyn Ebbern             | Inge Pohmann Almut Sturm                  | 6:1, 6:0                   |
| 1962              | Jan Lehane Lesley Turner                | Rosie Darmon Donna Floyd                  | 6:2, 6:1                   |
| 1961              | Margot Dittmeyer Renate Ostermann       | Brigitte Förstendorf Angela Mortimer      | 7:5, 6:3                   |
| 1960              | Yola Ramírez Regina Topel               | Brigitte Förstendorf Karin Warncke        | 6:0, 6:3                   |
| 1959              | Sandra Reynolds Renée Schuurman         | Karol Fageros Patricia Ward               | 6:2, 6:2                   |
| 1958              | Brak danych                             | Brak danych                               | Brak danych                |
| 1957              | Brak danych                             | Brak danych                               | Brak danych                |
| 1956              | Brak danych                             | Brak danych                               | Brak danych                |
| 1955              | Brak danych                             | Brak danych                               | Brak danych                |
| 1954              | Brak danych                             | Brak danych                               | Brak danych                |
| 1953              | Liesl Broz Lucia Manfredi               | Inge Buderus Totta Zehden                 | 7:5, 6:4                   |
| 1952              | Inge Buderus Ruth von Falkenhayn        | Lisa Fabian Inge Vogler                   | 6:3, 6:0                   |
| 1951              | Shirley Fry Doris Hart                  | Thelma Coyne Long Margaret Osborne DuPont | 6:4, 6:3                   |
| 1950              | Eva Fuchs Thelma Coyne Long             | Margarete von Gerlach Inge Pohmann        | 6:3, 3:6, 6:3              |

### Gra mieszana
| Rok               | Mistrzowie                               | Finaliści                          | Wynik         |
| 1968              | Virginia Wade Tom Okker                  | Margaret Smith Court Marty Riessen | 6:3, 2:6, 6:2 |
| Początek Ery Open |                                          |                                    |               |
| 1967              | Brak danych                              | Brak danych                        | Brak danych   |
| 1966              | Brak danych                              | Brak danych                        | Brak danych   |
| 1965              | Heide Schildknecht Orth Lew Gerrard      | Helga Schultze Nikola Pilić        | 6:4, 6:4      |
| 1964              | Christine Truman Jaroslav Drobný         | Madonna Schacht Martin Mulligan    | 6:4, 6:3      |
| 1963              | Brak danych                              | Brak danych                        | Brak danych   |
| 1962              | Lesley Turner Robert Howe                | Jan Lehane Warren Jacques          | 8:6, 7:5      |
| 1961              | Brak danych                              | Brak danych                        | Brak danych   |
| 1960              | Yola Ramírez Alfonso Ochoa               | Pia Balling Jan Leschly            | 6:2, 6:2      |
| 1959              | Maria Bueno Neale Fraser                 | Karol Fageros Antonio Palafox      | 5:7, 6:2, 6:4 |
| 1958              | Brak danych                              | Brak danych                        | Brak danych   |
| 1957              | Brak danych                              | Brak danych                        | Brak danych   |
| 1956              | Brak danych                              | Brak danych                        | Brak danych   |
| 1955              | Brak danych                              | Brak danych                        | Brak danych   |
| 1954              | Elena Lehmann Leon Norgarb               | Silvana Lazzarino Robert Bedard    | 6:4, 6:3      |
| 1953              | Liesl Broz Rupert Huber                  | Totta Zehden Alberto Lazzarino     | 6:3, 5:7, 7:5 |
| 1952              | Ruth von Falkenhayn Leon Norgarb         | Inge Vogler Derek Capell           | 5:7, 6:3, 7:5 |
| 1951              | Margaret Osborne DuPont Lennart Bergelin | Doris Hart Sven Davidson           | 3:6, 9:7      |